# Порте Пиморанс
Порте Пиморанс (фр. Porté-Puymorens) општина је у департману Источни Пиринеји у региону Лангдок-Русијон на југу Француске. По попису из 2010. у општини је живео 131 становник, а густоћа насељености је била 2,7 становника по квадратном километру.

## Демографија
| 1962. | 1968. | 1975. | 1982. | 1990. | 2011. |
| ----- | ----- | ----- | ----- | ----- | ----- |
| 31    | 108   | 113   | 119   | 121   | 134   |